# Rich Ohrnberger
Richard Paul Ohrnberger (East Meadow, 14 febbraio 1986) è un giocatore di football americano statunitense che gioca nel ruolo di offensive guard per i San Diego Chargers della National Football League. Fu scelto nel corso del quarto giro (123º assoluto) del Draft NFL 2009 dai New England Patriots. Al college ha giocato a football alla Pennsylvania State University.

## Carriera professionistica

### New England Patriots
Ohrnberger fu scelto nel corso del quarto giro del Draft 2009 dai New England Patriots. In due stagioni con la squadra disputò solo 5 partite, di cui nessuna come titolare.

### Arizona Cardinals
Il 1º agosto 2012, il giocatore passò agli Arizona Cardinals in cui nella stagione 2012 disputò 13 partite, incluse le prime 4 come titolare.

### San Diego Chargers
Il 21 marzo 2013, Ohrnberger firmò coi San Diego Chargers.

## Vittorie e premi
Nessuno

## Statistiche
| Partite totali | 18 |
| Partite totali | 4  |

Statistiche aggiornate alla stagione 2012